# Wettig betaalmiddel
Een wettig betaalmiddel is een betaalmiddel (geld) dat door een overheid gestandaardiseerd is voor betalingen door burgers of onderdanen (boetes en belastingen) en waarvan de overheid het bredere gebruik in de maatschappij kan afdwingen.

## Nederlandse situatie
De Nederlandse overheid kent diverse betaalmiddelen een wettige status toe, waaronder munten en papiergeld van de ECB en voorheen de chipknip.
De wet verplicht niemand om alle soorten wettige betaalmiddelen onder alle omstandigheden te accepteren. Zo mag een winkelier biljetten van 100 euro en hoger weigeren, bijvoorbeeld als wisselgeld een probleem is of men niet het risico van vervalsingen wil lopen. Dit moet dan wel duidelijk aangegeven zijn. Niemand is verplicht om munten aan te nemen die vervalst of vermoedelijk vervalst zijn.
In de eurozone zijn munten een wettig betaalmiddel, waarbij een partij echter niet verplicht is meer dan 50 munten per betaling te accepteren. In Caribisch Nederland geldt dit ook voor dollarmunten.
Een winkelier heeft de mogelijkheid om nadere eisen te stellen voor de betaling, maar dient dit tevoren wel duidelijk aan te geven. Zo is het in Nederland gebruikelijk om contante bedragen af te ronden op 5 cent. Dit betekent echter niet zonder meer dat deze winkeliers geen munten van 1 en 2 eurocent aan hoeven te nemen. Willen ze dat niet, dan moeten ze dat ook tevoren expliciet aangeven.
Sommige winkeliers nemen geen bankbiljetten van bijvoorbeeld € 100 en meer aan. Ook zijn er winkeliers en instanties die helemaal geen contant geld aannemen, maar alleen PIN-betalingen. 
Juridisch worden zulke voorwaarden deel van de verkoopovereenkomst.

## Belgische situatie

### Contanten
Contant geld is in België wettig betaalmiddel en mag in principe niet worden geweigerd. Schuldeisers van een geldsom dienen contant te aanvaarden als bevrijdende betaling, tenzij partijen anders zijn overeengekomen. Als onderdeel van de Eurozone geldt in België dat in euro gedenomineerde bankbiljetten als enige wettige betaalkracht hebben.
Onder invloed van de Europese Unie en in de strijd tegen zwart geld kwam de betaalkracht van contant in de 21e eeuw onder druk te staan. Onroerend goed mag niet meer contant worden betaald, en voor goederen, diensten en schenkingen geldt een contantplafond van 3.000 euro, behalve tussen consumenten. Overtredingen van het verbod moeten worden gemeld en worden bestraft met een geldboete tot 10% van het onrechtmatig betaalde of geschonken bedrag.
In de detailhandel is de niet-aanvaarding van eurobankbiljetten en –muntstukken in principe te beschouwen als onwettige verkoopweigering, tenzij er sprake is van goede trouw. Dat is bijvoorbeeld het geval wanneer een aangeboden coupure onevenredig hoger is dan het te betalen bedrag, wanneer er uitzonderlijke en tijdelijke veiligheidsredenen zijn of wanneer de winkelier ernstige aanwijzingen heeft dat een aangeboden biljet vals is.

### Onroerend goed
De verkoopprijs van een onroerend goed mag in België enkel vereffend worden door overschrijving of met een cheque.

## Gelegenheidsmunten
Een bijzonder geval zijn de gelegenheidsmunten. Veel eurolanden hebben zulke munten, die afwijken van de gewone circulatiemunten, in omloop gebracht. Het soort gelegenheidsmunt bepaalt waar hij wettig betaalmiddel is:
- Gelegenheidsmunten met een van gewone circulatiemunten afwijkende waarde, zoals 5 of 10 euro, en een gelegenheidsafbeelding worden door de Nederlandsche Bank verzamelaarsmunten, ze worden ook vaak aangeduid als herdenkingsmunten. Deze munten zijn uitsluitend in eigen land wettig betaalmiddel.[10]
- Gelegenheidsmunten die er aan de muntzijde uitzien als een gewone circulatiemunt van 2 euro, maar waar de nationale zijde is vervangen door een gelegenheidsafbeelding staan bekend als herdenkingsmunten van € 2. Ze zijn wettig betaalmiddel in de hele eurozone.